# La Mort de Tintagiles
La Mort de Tintagiles est une pièce de théâtre écrite en 1894 par le dramaturge belge Maurice Maeterlinck. C'est sa dernière pièce écrite pour le théâtre de marionnettes, avec Intérieur et Alladine et Palomides.
Maeterlinck a dédié cette œuvre à Aurélien Lugné-Poe, un metteur en scène qui l'a soutenu depuis ses débuts.